# Nataly Chilet
Nataly Nadeska Chilet Bustamante (née le 10 juillet 1985 à Santiago) était la Miss Chili pour Miss Terre 2005 et Miss Monde 2008, et est une mannequin et présentatrice de télévision chilienne.

## Télévision

### Programmes
- 2008-2012 : Morandé con compañía (Mega) - Mannequin
- 2010 : Teatro en Chilevisión (Chilevisión) - Brigitte (Épisode: "Eso me pasa por infiel")
- 2010-2015 : Zona de Estrellas (Zona Latina) - Animatrice
- 2012-2015 : Sabores (Zona Latina) - Animatrice
- 2013-2014 : Mujeres primero (La Red) - Elle-même (Invitée) - (2 épisode)
- Depuis 2016 : Intrusos (La Red) - Panéliste

### Sources
- (es) Cet article est partiellement ou en totalité issu de l’article de Wikipédia en espagnol intitulé « Nataly Chilet » (voir la liste des auteurs).